# Kylie Watson
Pour les articles homonymes, voir Watson.
Kylie Watson (née le 7 mai 1978  à Canberra) est une actrice australienne.

## Biographie
De 1997 à 2002 Kylie Watson joue dans 91 épisodes de la série télévisée australienne Summer Bay (Home and Away) dans le rôle de Shauna Bradley. Elle est ouvertement lesbienne, elle a fait son coming out en mars 2008 au magazine Cherrie.

## Filmographie
- 1995 : Australian Gladiators (série télévisée) : pom-pom girl
- 2002 : Life Support (série télévisée) :
- 1997-2002 : Summer Bay (Home and Away) (série télévisée) : Shauna Bradley
- 2003 : Always Greener (série télévisée) : danseuse
- 2009 : Turn Right (court-métrage) : l'officier de police
- 2009 : Lightswitch (court-métrage) : Shauna
- 2009 : A Model Daughter: The Killing of Caroline Byrne (téléfilm) : Tania Zaetta
- 2011 : Blood Brothers (téléfilm) : la reporter de Channel Nine
- 2012 : The Newtown Girls (série télévisée) : Veronica
- 2013 : The King and Me (court-métrage) : Jane Pearson
- 2014 : Calendar Girls : Mary
- 2014-2016 : Starting From … Now! (série télévisée) : Jackie